# Міст у Терабітію (фільм)
Міст у Терабітію (англ. Bridge to Terabithia) — американський драматичний фільм 2007 року, екранізація однойменного роману американської письменниці Кетрін Патерсон. 
Режисером стрічки виступив Ґабор Чупо, а сценаристами — Девід Патерсон та Джефф Стоквелл. 
В Україні прем'єра фільму відбулася 1 березня 2007 року. У США фільм вперше було показано 16 лютого 2007 року

## Сюжет
Десятирічний хлопець Джессі Ааронз мешкає в багатодітній родині, яку спіткали фінансові труднощі. У школі діти насміхаються над Джессі, а особливо —восьмикласниця Джаніс. Хлопець знаходить розраду в малюванні та хоче перемогти на шкільному забігу. Удача вже майже посміхається хлопцеві, але раптом його обганяє нова учениця класу — Леслі Берк.
Виявляється, що Леслі з батьками-письменниками мешкає поруч з Ааронзами. Підлітки починають дружити й проводять багато часу разом. Якось діти заходять у ліс, де знаходять стару мотузку, привʼязану до гілки дерева, за допомогою якої вони дістаються іншого берега річки. Там вони відшукують покинуту халупу на дереві.
Тут вони починають фантазувати про своє вигадане королівство. Дівчина називає його Терабітією. 
Джессі мріє про собаку, проте йому не дозволяють його завести. Тому він дарує подружці цуценя, яке вони називають Принцом Терієном (ПіТі) — воно має полювати на велетнів у їхньому королівстві.
Одного разу Джессі допомагає Леслі фарбувати стіну в їхньому будинку і так знайомиться з її батьками.
У школі Джаніс дражнить інших дітей і навіть вимагає плату за вхід до туалету. Одного разу вона відбирає цукерки в молодшої сестри Джессі — Мей Белл, з якою хлопець разом їздив до школи автобусом. Брат відмовляється битися з нею, оскільки боїться виключення зі школи, та згодом Джессі й Леслі написали нахабі листа від імені семикласника з зізнанням в коханні. Коли Джаніс дізнається, що це обман, інші діти кепкують з неї. Та потім дітям стало шкода Джаніс, коли вона розповіла Леслі, що її батька позбавляють батьківських прав. Вони порозумілися, і Джаніс перестала насміхатися з Джессі й Леслі.
Мей Белл завжди слідувала за старшим братом, проте він не пускав її на інший берег річки — у їхню вигадану країну Терабітію.
Одного ранку вчителька музики місіс Едмундс запропонувала Джессі відвідати художній музей у їхньому місті. Хлопець спитав дозволу в матері, проте вона не розчула хлопця крізь сон. Джессі вирушив до музею. Проїжджаючи повз сусідній будинок Леслі, він вирішив не брати подружку з собою.
Джессі з вчителькою чудово провели час. Хлопцеві було надзвичайно цікаво в музеї, адже він сам займався малюванням. Повернувшись додому, Джессі дізнається жахливу новину: Леслі хотіла самостійно потрапити до Терабітії, але мотузка обірвалася, вона впала і вдарилася головою об камінь, внаслідок чого загинула.
Батьки Леслі та її найкращий друг надзвичайно важко переживали втрату. Містер і місіс Берк вирішили залишити місто. Спочатку Джессі хотів зруйнувати все, що нагадувало йому про Терабітію — він вважав себе винним у загибелі подружки. Та згодом він збудував через річку міст, запросив туди свою сестру Мей Белл і проголосив її принцесою Терабітії, а себе — її королем.

## Створення фільму
Велику роль у створенні фільму відіграла продюсерка Лорен Левайн, яка мріяла зняти кіно для дітей від 10 до 12 років. Саме вона запропонувала використати для цієї мети сюжет популярного роману 1977 року Кетрін Патерсон, що був відзначений премією Ньюбері. Спільно з сином письменниці, Девідом Патерсоном, вони створили спільне підприємство та запропонували ідею компанії «Волден Медіа», яка працювала над «Хроніками Нарнії». Девід Патерсон написав перший варіант сценарію і працював над наступними версіями разом із Джеффом Стоквеллом та Кевіном Вейдом.
Фільм став режисерським дебютом майстра анімаційного кіно Ґабора Чупо. Світ Терабітії з його фантастичними істотами, палацами та лісами відтворили майстри спецефектів під керівництвом Метта Айткена з новозеландської компанії Weta Digital, відзначеної Кіноакадемією за роботу над «Володарем перснів».

## В ролях
| Актор            | Роль             |
| ---------------- | ---------------- |
| Джошуа Гатчерсон | Джессі Ааронз    |
| АннаСофія Робб   | Леслі Берк       |
| Бейлі Медісон    | Мей Белль Ааронз |
| Роберт Патрік    | Джек Ааронз      |
| Кейт Батлер      | Ненсі Ааронз     |
| Зоуї Дешанель    | міс Едмондс      |
| Лейтем Гейнс     | Білл Берк        |
| Джуді МакІнтош   | Джуді Берк       |
| Лорен Клінтон    | Дженіс Евері     |
| Кемерон Вейкфілд | Скотт Хогр       |
| Еліот Лоулесс    | Гаррі Фалчер     |
| Джен Вулф        | місіс Майєрс     |

## Український дубляж
Фільм дубльовано компанією «Невафільм Україна» на замовлення кінокомпанії «Геміні» у 2007 році. Станом на 19 травня 2021 року це дублювання вважається втраченим.
Фільм також озвучено українською телеканалами «1+1» та «ICTV».

## Кінокритика та касові збори
На сайті Rotten Tomatoes кінострічка отримала оцінку в 85 % (118 схвальних відгуків і 21 несхвальний).
У США фільм зібрав 82 272 442 $, за кордоном — 55 314 621 $(загальна сума касових зборів — 137 587 063 $).

Під час показу в Україні, що розпочався 1 березня 2007 року, протягом перших вихідних фільм зібрав 63 287 $ і посів 3 місце в кінопрокаті того тижня. Фільм опустився на сьому сходинку українського кінопрокату наступного тижня і зібрав за ті вихідні ще 33 013 $. Загалом фільм в кінопрокаті України пробув 2 тижні і зібрав 119 021 $, посівши 96 місце серед найбільш касових фільмів 2007 року.